# Orchard City
Orchard City é uma cidade  localizada no estado americano de Colorado, no Condado de Delta.

## Demografia
Segundo o censo americano de 2000, a sua população era de 2880 habitantes.
Em 2006, foi estimada uma população de 3133, um aumento de 253 (8.8%).

## Geografia
De acordo com o United States Census Bureau tem uma área de
29,5 km², dos quais 29,5 km² cobertos por terra e 0,0 km² cobertos por água. Orchard City localiza-se a aproximadamente 1525 m acima do nível do mar.

## Localidades na vizinhança
O diagrama seguinte representa as localidades num raio de 40 km ao redor de Orchard City.